# Dan Dickau
Daniel David Dickau (Portland, Oregón, 16 de septiembre de 1978) es un exjugador de baloncesto estadounidense que jugó seis temporadas en la NBA en seis equipos diferentes. Mide 1,83, y juega en la posición de  base.

## Trayectoria deportiva

### Universidad
Antes de hacer historia en la Universidad de Gonzaga, jugó en los Huskies de la Universidad de Washington. Fue elegido para en el primer equipo All-American en su año sénior. Promedió en total 13,3 puntos y 3,7 asistencias por partido.

### Profesional
Dickau fue elegido en la posición 28 del draft de 2002 por Sacramento Kings. En 4 años en la liga, ha militado en Atlanta Hawks, Portland Trail Blazers, Dallas Mavericks, New Orleans Hornets y Boston Celtics. También estuvo en Golden State Warriors en julio de 2004, aunque no llegó a jugar ningún partido oficial con el equipo.
El 12 de agosto de 2008 deja la NBA y ficha por el Air Avellino italiano, regresando a los dos meses, firmando contrato con Golden State Warriors.

## Estadísticas

### Temporada regular
| Año     | Equipo      | PJ  | PT | MPP  | %TC  | %3P  | %TL   | RPP | APP | ROB | TPP | PPP  |
| ------- | ----------- | --- | -- | ---- | ---- | ---- | ----- | --- | --- | --- | --- | ---- |
| 2002–03 | Atlanta     | 50  | 0  | 10.3 | .412 | .361 | .808  | .9  | 1.7 | .3  | .0  | 3.7  |
| 2003–04 | Atlanta     | 23  | 0  | 6.2  | .429 | .300 | .667  | .7  | .8  | .4  | .0  | 2.1  |
| 2003–04 | Portland    | 20  | 0  | 7.6  | .327 | .350 | .875  | .5  | 1.0 | .4  | .0  | 2.3  |
| 2004–05 | Dallas      | 4   | 0  | 4.0  | .125 | .333 | .667  | .3  | .3  | .0  | .0  | 1.3  |
| 2004–05 | New Orleans | 67  | 46 | 31.0 | .408 | .347 | .836  | 2.7 | 5.2 | 1.1 | .1  | 13.2 |
| 2005–06 | Boston      | 19  | 0  | 12.3 | .370 | .500 | 1.000 | .8  | 2.1 | .6  | .1  | 3.3  |
| 2006–07 | Portland    | 50  | 3  | 8.9  | .358 | .262 | .792  | .9  | 1.4 | .3  | .0  | 3.3  |
| 2007–08 | Los Angeles | 67  | 8  | 15.5 | .419 | .333 | .829  | 1.4 | 2.6 | .5  | .0  | 5.3  |
| Total   |             | 300 | 57 | 15.4 | .401 | .341 | .831  | 1.4 | 2.5 | .6  | .0  | 5.8  |